# She Would Never Know
She Would Never Know (hangul: 선배, 그 립스틱 바르지 마요, RR: Sunbae, Geu Lipstick Bareujimayo, también conocida como Sunbae, Don't Put on that Lipstick), es un drama surcoreano emitida del 18 de enero de 2021 hasta el 9 de marzo de 2021 a través de JTBC e iQiyi.
La serie está basada en el webtoon Senior, Don't Put on That Lipstick (2017) de Elise.

## Argumento
La serie cuenta la historia de un grupo de personas que trabajan en el equipo de marketing de la marca de cosméticos KLAR Cosmetics, así como la relación entre Yoon Song-ah y Chae Hyun-seung.
Yoon Song-ah trabaja como comercializadora de una marca de cosméticos, disfruta su trabajo y lo hace con vigor, sin embargo su sueño es el de iniciar su propia marca de cosméticos. 
Por otro lado Chae Hyun-seung, es un joven que trabaja como comercializador con Song-ah y se siente atraído hacia ella. Hyun-seung intenta desarrollar una relación romántica con ella, sin embargo al inicio Song-ah rechaza sus avances, ya que no ve a los jóvenes como compañeros de citas. Cuando descubre que el hombre con el que sale Song-ah la está engañando y tiene una prometida, protege a Song-ah, mientras intenta desenmascararlo.

## Reparto

#### Personajes principales
| Actor                      | Personaje       | N.º de episodios | Notas |
| -------------------------- | --------------- | ---------------- | --- |
| Won Jin-ah Lee Na-yoon     | Yoon Song-ah    | 16               | Es una mujer que ha trabajado en la empresa de cosméticos KLAR como comercializadora profesional de marcas por los últimos tres años. Siente pasión por su trabajo y sueña con tener su propia marca de cosméticos algún día. Debido a su apariencia amble, la gente se siente cómoda al hablar con ella. Ha estado saliendo en secreto por los últimos dos años con Lee Jae-shin, sin saber que en realidad él la ha estado engañando todo ese tiempo, ya que tiene está comprometido. Gracias al apoyo de Chae Hyun-seung logra superar lo sucedido y poco a poco comienza a enamorarse de él. Poco después comienzan a salir y aunque las cosas van bien, más tarde se separan después de que Song-ah tiene que viajar a otro país por trabajo. Cuando Song-ah regresa se reconcilian y vuelven a salir, poco después se comprometen y finalmente se casan. |
| Rowoon                     | Chae Hyun-seung | 16               | Es un joven que ha estado trabajando como comerciante de cosméticos para la marca de cosméticos KLAR por un año. Es una persona atractiva, inteligente, considerada y de buenos valores, que se toma en serie el amor. prendió los buenos valores de su padre, quien es juez y de su madre, una famosa diseñadora de vestidos de novia. Ha estado enamorado de Yoon Song-ah en secreto por mucho tiempo, y cuando descubre que Jae-shin la está engañando, la apoya a salir adelante. Poco después comienza a salir con Song-ah y más tarde la pareja se casa. |
| Lee Hyun-wook Kang Tae-woo | Lee Jae-shin    | -                | Es el líder del equipo de marketing de la marca de cosméticos KLAR. Es un hombre capaz que ha incrementado significativamente las ventas de la marca. Es un buen líder, a quien parece que no le falta nada. Esconde el hecho de que su madre lo dejó a una edad temprana con un padre estafador. Está comprometido con su novia Lee Hyo-joo, a quien ha estado engañando los últimos dos años con Yoon Song-ah, quien a su vez no tiene idea de que él le ha estado mintiendo. Es amigo de Lee Jae-woon, quien lo salvó de su pobre situación años atrás. Más tarde, se revela que en realidad no está enamorado de Hyo-joo y que sólo estaba con ella, luego de que lo amenazara con quitarse la vida. Tres años después, está soltero. |
| Lee Joo-bin                | Lee Hyo-joo     | -                | Es una joven fotógrafa prometedora y la nieta del fundador de la marca de cosméticos KLAR, quien debajo de su fuerte orgullo, mirada fría y moda elegante esconde una profunda sensación de soledad. Es la hermana de Lee Jae-woon y prometida de Lee Jae-shin. Más tarde se revela que en realidad Hyo-joo inició una relación con Jae-shin luego de amenazarlo con que iba a quitarse la vida. Cuando finalmente acepta que él no la ama y termina con ella, pierde la razón. Tres años después, gracias a la ayuda de su hermano logra mejorar y rehacer su vida. |

#### Personajes recurrentes[13]
| Actor                    | Personaje       | N.º de episodios | Notas |
| ------------------------ | --------------- | ---------------- | --- |
| Lee Kyu-han Nam Woo-hyun | Lee Jae-woon    | -                | Es el hermano mayor de Lee Hyo-joo, así como el mejor amigo de Lee Jae-shin. Está enamorado de Chae Ji-seung, con quien luego comienza a salir, se compromete y finalmente se casa. |
| Wang Bit-na              | Chae Ji-seung   | -                | Es la hermana mayor de Chae Hyun-seung y Chae Yeon-seung. Más tarde comienza a salir con Lee Hae-woon, la pareja se compromete y poco después se casan. |
| Ha Yoon-kyung            | Chae Yeon-seung | -                | Es la encantadora hermana de Chae Hyun-seung y Chae Ji-seung. Está casada con Kang Woo-hyun, a quien ama profundamente y con quien tiene una hija Kang Ha-eun. Cuando descubre que su esposo tuvo una aventura cuando era joven con su amigo Ryu Han-seo, queda destruida y confronta a Han-seo por haberse hecho pasar por su amigo y le prohíbe acercarse a su familia. Más tarde, la pareja decide separarse, sin embargo continúan apoyándose.           |
| Lee Dong-ha              | Kang Woo-hyun   | -                | Es el esposo de Chae Yeon-seung y padre de Kang Ha-eun. Más tarde se revela que en su juventud tuvo algo con Ryoo Han-seo, sin embargo cuando éste lo confronta Woo-hyun niega ser como él. Aunque Yun-seung le pide el divorcio, le dice que va a apoyarlo sea cual sea su decisión. Poco después, aunque logran arreglar sus problemas, deciden separarse.                                                                                                 |
| Park So-yi               | Kang Ha-eun     | -                | Es la hija de Chae Yeon-seung y Kang Woo-hyun. |
| Choi Jung-won            | Ryoo Han-seo    | -                | Es un joven y atractivo chef coreano que posee un lugar de moda famoso por su comida y ambiente. Su voz encantadora deleita los oídos de los que miran. Es amigo de Kang Woo-hyun y su esposa Chae Yeon-seung, sin embargo más tarde se revela que en realidad Han-seo está profundamente enamorado de Woo-hyun con quien tuvo algo cuando eran jóvenes. Cuando Yeon-seung descubre lo sucedido lo confronta y lo acusa de haberse hecho pasar por su amigo. |
| Kim Seo-ha               | Kim Min-sung    | -                | Es un empleado. |
| Park Han-sol             | Lee Se-rim      | -                | Es una empleada. |
| Lee Ji-hyun              | Oh Wol-sun      | -                | Es la madre de Yoon Song-ah. |
| Hey Jini                 | Kim Ga-young    | -                | Es la amiga de Yoon Song-ah. |
| Ahn Se-ha                | Kwon Sung-yeon  | -                | Es un empleado de "KLAR Cosmetics". |
| Yang Jo-ah               | Yoo Jae-kyeong  | -                | Es una empleada de "KLAR Cosmetics". |
| Kim Han-na               | Ahn Yoo-seon    | -                | Es una empleada de "KLAR Cosmetics". |
| Kim Hye-in               | Kang Soo-mi     | -                | Es una empleada de "KLAR Cosmetics". |
| Jeon Gook-hwan           | Presidente Lee  | -                | Es el abuelo de Lee Hyo-joo y Lee Jae-woon. |
| Kwon Han-sol             | Do Ye-jin       | -                | Es una empleada a tiempo parcial. |
| Kim Kwang-kyu            | Kim Joong-hyuk  | -                | |
| Baek Sung-chul           | BM Seo          | -                | |
| Park Sang-hyun           | Park Min-ji     | -                | |

### Otros personajes
| Actor           | Personaje    | Episodio(s) donde apareció | Notas                                                                              |
| --------------- | ------------ | -------------------------- | ---------------------------------------------------------------------------------- |
| Kim Min-gwi     | -            | 1                          | Es un modelo que se siente atraído por Lee Hyo-joo.                                |
| Lee Seung-yeon  | -            | 1                          | Es una vendedora de cosméticos.                                                    |
| Lee Rang-seo    | -            | 1-2                        | Es una asistente del estudio de fotografía.                                        |
| Bae Gi-beom     | -            | 2                          | Es un director.                                                                    |
| Seo Myung-chan  | -            | 2                          | Es el secretario y asistente del presidente Lee.                                   |
| Hong Ye-ji      | Min-jung     | 3                          |                                                                                    |
| Lee Jang-won    | -            | 3                          | Es un empleado de "KLAR Cosmetics".                                                |
| Lee So-geum     | -            | 3                          | Es un conocido de Lee Hyo-joo.                                                     |
| Song In-seop    | -            | 3                          | Es un camarero.                                                                    |
| Park Jin-young  | -            | 4                          | Es una empleada del salón de eventos.                                              |
| Song Yo-sep     | -            | 4                          | Es una víctima de estafa.                                                          |
| Im Sung-mi      | -            | 4                          | Es una amiga de Chae Yun-seung.                                                    |
| Yang Hee-won    | -            | 4                          | Es el hijo de la amiga de Chae Yun-seung.                                          |
| Yoo Yong        | -            | 4                          | Es el amigo de Lee Jae-woon.                                                       |
| Kim Moon-ho     | Kim Do-gyun  | 5                          |                                                                                    |
| Heo Seon-haeng  | -            | 5                          | Es un empleado.                                                                    |
| Myung Seok-geun | -            | 5                          | Es un empleado.                                                                    |
| Yeo Woo-rin     | -            | 5                          | Es una clienta del café.                                                           |
| Kim Jin-ah      | -            | 5                          | Es la gerente de la tienda departamental.                                          |
| Yoo An          | -            | 5                          | Es una vendedora.                                                                  |
| Lee Eun-joo     | BM Choi      | 6                          |                                                                                    |
| Bae Sung-il     | -            | 6                          | Es un empleado de la fábrica.                                                      |
| Kim Jin-ok      | -            | 6                          | Es una empleada a tiempo parcial.                                                  |
| Lee Yoon-gun    | Lee Se-dong  | 6                          |                                                                                    |
| Kim Nam-jin     | -            | 6                          | Es una vendedora del mercado.                                                      |
| Lee Kun-goo     | -            | 6                          | Es un detective.                                                                   |
| Ahn Ji-hyeon    | -            | 6                          | Es una ladrona.                                                                    |
| Han Chae-kyung  | Han Seo-yeon | 8                          | Es la exnovia de Chae Hyun-seung, a quien ella abandona para irse con otro hombre. |
| Choi Woo-sung   | Ko Myung-jin | -                          | Es un nuevo pasante en la empresa de cosméticos KLAR.                              |
| Han Seung-yoon  | -            | 12                         | Es un empleado.                                                                    |

### Apariciones especiales
| Actor        | Personaje | Episodio(s) donde apareció | Notas                                                                                                |
| ------------ | --------- | -------------------------- | --- |
| Kim Mi-kyung | -         | 11                         | Es la madre de Lee Jae-shin, a quien no quiere y le dice que no se arrepiente de haberlo abandonado. |

## Episodios
La serie está conformada por dieciseis episodios, los cuales fueron transmitidos todos los lunes y martes a las 21:00 (KST).

### Ratings
Los números en azul indican las puntuaciones más altas, mientras que los números en rojo indican los episodios con menor calificación. 
| Episodio | Fecha de emisión      | Participación promedio de audiencia (AGB Nielsen) |
| Episodio | Fecha de emisión      | Nacional                                          |
| -------- | --------------------- | ------------------------------------------------- |
| 1        | 18 de enero de 2021   | 2.024%                                            |
| 2        | 19 de enero de 2021   | 1.562%                                            |
| 3        | 25 de enero de 2021   | 2.427%                                            |
| 4        | 26 de enero de 2021   | 2.127%                                            |
| 5        | 1 de febrero de 2021  | 1.917%                                            |
| 6        | 2 de febrero de 2021  | 1.954%                                            |
| 7        | 8 de febrero de 2021  | 2.079%                                            |
| 8        | 9 de febrero de 2021  | 1.497%                                            |
| 9        | 15 de febrero de 2021 | 1.816%                                            |
| 10       | 16 de febrero de 2021 | 1.590%                                            |
| 11       | 22 de febrero de 2021 | 2.007%                                            |
| 12       | 23 de febrero de 2021 | 1.736%                                            |
| 13       | 1 de marzo de 2021    | 1.762%                                            |
| 14       | 2 de marzo de 2021    | 1.668%                                            |
| 15       | 8 de marzo de 2021    | 1.614%                                            |
| 16       | 9 de marzo de 2021    | 1.728%                                            |
| Promedio | Promedio              | 1.844%                                            |

## Música
El OST de la serie está conformado por las siguientes canciones:

### Parte 1
| No. | Intérprete             | Canción                  | Letra        | Música | Duración |
| --- | ---------------------- | ------------------------ | ------------ | ------ | -------- |
| 1   | Kim Jong-wan (de Nell) | "Lean on Me" (나는 그래) | Kim Ho-kyung | 1601   | 4:02     |
| 2   | -                      | "Lean on Me" (Inst.)     | -            | 1601   | 4:02     |

### Parte 2
| No. | Intérprete        | Canción               | Letra        | Música | Duración |
| --- | ----------------- | --------------------- | ------------ | ------ | -------- |
| 1   | Sandeul (de B1A4) | "I Feel You" (만져져) | Kim Ho-kyung | 1601   | 4:53     |
| 2   | -                 | "I Feel You" (Inst.)  | -            | 1601   | 4:53     |

### Parte 3
| No. | Intérprete | Canción             | Letra                     | Música                                | Duración |
| --- | ---------- | ------------------- | ------------------------- | ------------------------------------- | -------- |
| 1   | Eunha      | "Pit-A-Pat" (설레)  | Jeon Geun-hwa (de Weeky1) | Jeon Geun-hwa y Jo Se-hee (de AIMING) | 3:40     |
| 2   | -          | "Pit-A-Pat" (Inst.) | -                         | Jeon Geun-hwa y Jo Se-hee (de AIMING) | 3:40     |

### Parte 4
| No. | Intérprete  | Canción           | Letra    | Música                         | Duración |
| --- | ----------- | ----------------- | -------- | ------------------------------ | -------- |
| 1   | Kim Tae-woo | "To You" (너에게) | ARTMATIC | ARTMATIC, Kiss Me Joy y 최민준 | 3:41     |
| 2   | -           | "To You" (Inst.)  | -        | ARTMATIC, Kiss Me Joy y 최민준 | 3:41     |

### Parte 5
| No. | Intérprete | Canción                       | Letra  | Música                           | Duración |
| --- | ---------- | ----------------------------- | ------ | -------------------------------- | -------- |
| 1   | U Sung-eun | "I Live in Your Eyes"         | Tibian | Tibian y Kim Jung-woo (de TOXIC) | 4:12     |
| 2   | -          | "I Live in Your Eyes" (Inst.) | -      | Tibian y Kim Jung-woo (de TOXIC) | 4:12     |

### Parte 6
| No. | Intérprete | Canción                    | Letra                                   | Música                                  | Duración |
| --- | ---------- | -------------------------- | --------------------------------------- | --------------------------------------- | -------- |
| 1   | CHEEZE     | "Child (Daydream)"         | Song Yang-ha, Kim Jae-hyun y Lee Joo-ah | Song Yang-ha, Kim Jae-hyun y Lee Joo-ah | 3:11     |
| 2   | -          | "Child (Daydream)" (Inst.) | -                                       | Song Yang-ha, Kim Jae-hyun y Lee Joo-ah | 3:11     |

### Parte 7
| N.º | Intérprete          | Canción             | Letra                          | Música   | Duración |
| --- | ------------------- | ------------------- | ------------------------------ | -------- | -------- |
| 1   | Ben (Lee Eun-young) | "Leave Me" (떠나요) | LUKA (de ARTMATIC) y Dope'Doug | ARTMATIC | 4:14     |
| 2   | -                   | "Leave Me" (Inst.)  | -                              | ARTMATIC | 4:14     |

## Producción
La serie está basada en el webtoon Senior, Don't Put on That Lipstick (Sunbae, Geu Lipstick Bareujimayo) de Elise, publicado el 13 de noviembre de 2017.
También es conocida como Sunbae, Don't Put That Lipstick On, Sunbae, Don't Put on that Lipstick, Senior, Don't Apply That Lipstick y Senior, Don't Put On That Lipstick.
La serie fue dirigida por Lee Dong-yoon (이동윤) y Ra Ha-na, quienes contaron con el apoyo del guionista Chae Yoon (채윤). 
Mientras que la producción ejecutiva estuvo a cargo de Kim Ji-yeon.
En marzo de 2020 se anunció que el actor Jang Dong-yoon estaba en pláticas para unirse al elenco principal de la serie, sin embargo rechazó la oferta.
La primera lectura del guion fue realizada en 2020. Mientras que la conferencia de prensa fue realizada el 18 de enero de 2021 donde asistieron los actores Won Jin-ah, Rowoon, Lee Hyun-wook, Lee Joo-bin y el director Lee Dong-yoon.
La serie contó con el apoyo de la compañía de producción JTBC Studios y es distribuida por JTBC e iQIYI.

### Recepción
El 25 de febrero de 2021, Good Data Corporation compartió su nueva clasificación de los dramas y miembros del elenco que generaron más revuelo durante la semana del 15 al 21 de febrero de 2021. Las listas se compilaron a partir del análisis de artículos de noticias, publicaciones de blogs, comunidades en línea, videos y publicaciones en redes sociales sobre 18 dramas que están actualmente al aire o que saldrán al aire próximamente. La serie obtuvo el puesto número seis en la lista de dramas, mientras que el actor Rowoon ocupó el puesto 10 dentro de los diez miembros del elenco más comentados de la semana.

### Distribución internacional
La serie está disponible para transmisión mundial exclusivamente en iQIYI, al mismo tiempo que los episodios se transmiten en JTBC en Corea del Sur, con subtítulos en chino, inglés, tailandés, bahasa malayo, vietnamita, indonesio, español y árabe.